# Oesao
Oesao is een bestuurslaag in het regentschap Kupang van de provincie Oost-Nusa Tenggara, Indonesië. Oesao telt 5800 inwoners (volkstelling 2010).